# 伊藤奈月
岩本 奈月（いわもと なつき、女性、1986年8月23日 - ）は、埼玉県出身の日本の元バスケットボール選手である。ポジションはガードフォワード。日立ハイテク クーガーズ所属。

## 来歴
東京成徳中学校から昭和学院高校に進学筑波大学を経て、2009年日立ハイテクノロジーズに入社。2013年引退。
2013年4月1日、株式会社ドームに入社　
スポーツマーケティング部でチームリーダーを務める。
2018年7月7日、一般男性と入籍。
2021年11月16日、第1子を出産。
2023年9月19日、第2子を出産。

## 経歴
- 与野南ミニバス - 東京成徳中学校 - 昭和学院高 - 筑波大 - 日立ハイテク（2009年〜2013年）